# Topera

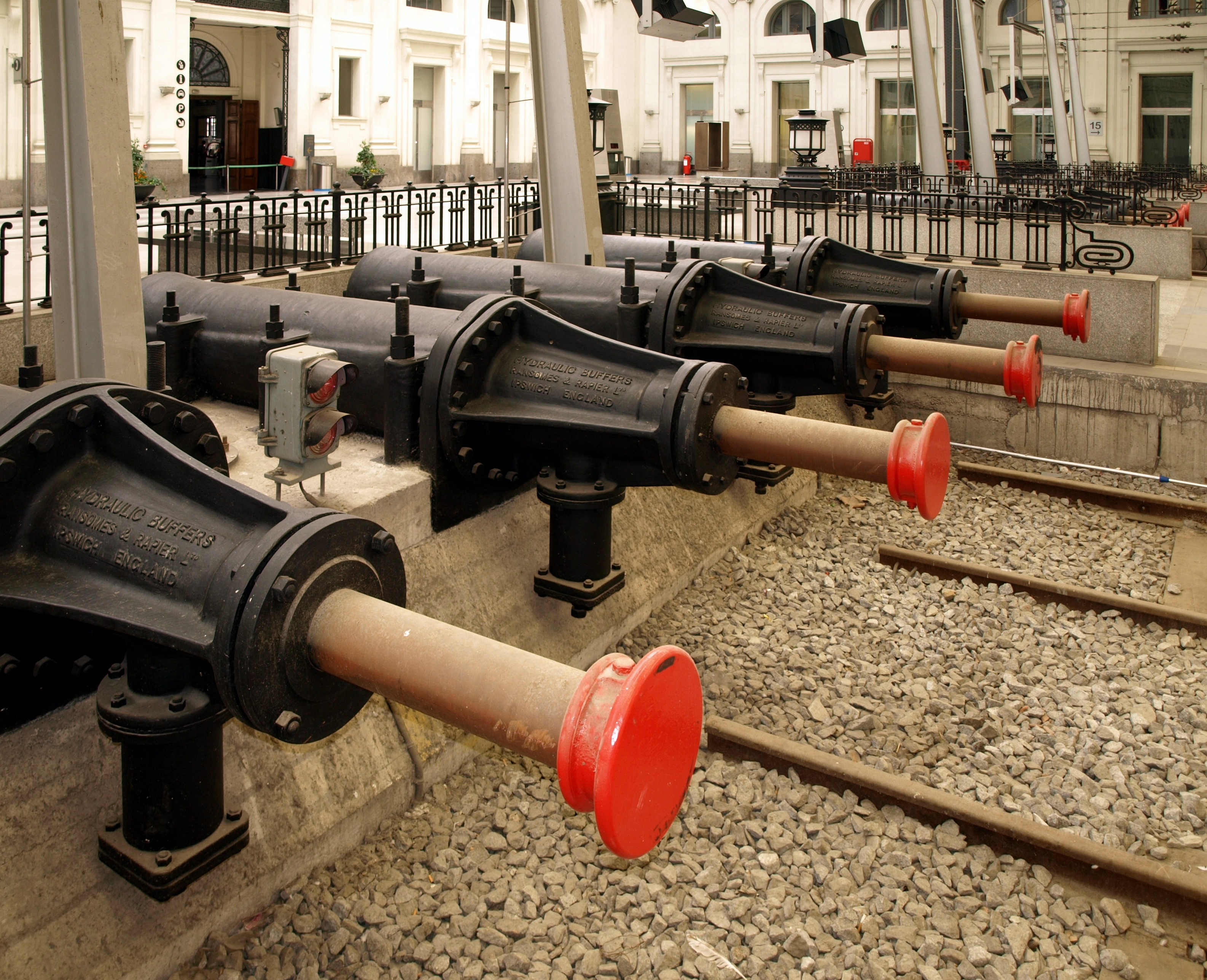
Toperas de la Estación de Francia (Barcelona).

Una topera es un aparato de vía ferroviario. Se trata de un dispositivo fijo, generalmente colocado en vías terminales, cuya misión es detener la circulación del tren si por algún motivo no se hubiera detenido antes.

## Tipología
Las toperas pueden ser de dos tipos: rígidas y deformables.
Si bien en RENFE las más extendidas son las rígidas, generalmente de hormigón y metálicas, cada vez son más frecuentes las toperas deformables del tipo de zapatas de fricción. Cuando un tren insuficientemente frenado choca contra este tipo de topera, la deforma empujándola varios metros. En esta carrera de detención, la topera arrastra una serie de mordazas, cuyas zapatas sujetan fuertemente la cabeza del carril, funcionando así como frenos. La energía cinética del tren se transforma, por lo tanto, en calor en las referidas zapatas, disminuyendo su velocidad hasta detenerlo.
Estas instalaciones ferroviarias de absorción de energía permiten detener trenes de 1.200 toneladas, a velocidades de 10 km/h, sin que se produzcan daños de consideración sobre el pasaje. Por ello, este tipo de instalación recibe el nombre de IFAE, acrónimo de Instalación Ferroviaria de Absorción de Energía.